# New Avon
New Avon était un carrossier britannique.

## Historique
La société, basée à Warwick, a débuté lorsque M. Ben Tilton et un Capitaine Philips se lancèrent dans les affaires sous le nom Avon Coachworks en 1919 pour faire des carrosseries de voitures. À la suite d'un changement de propriétaire et d'une reconstruction financière, le nom devint New Avon en 1922.

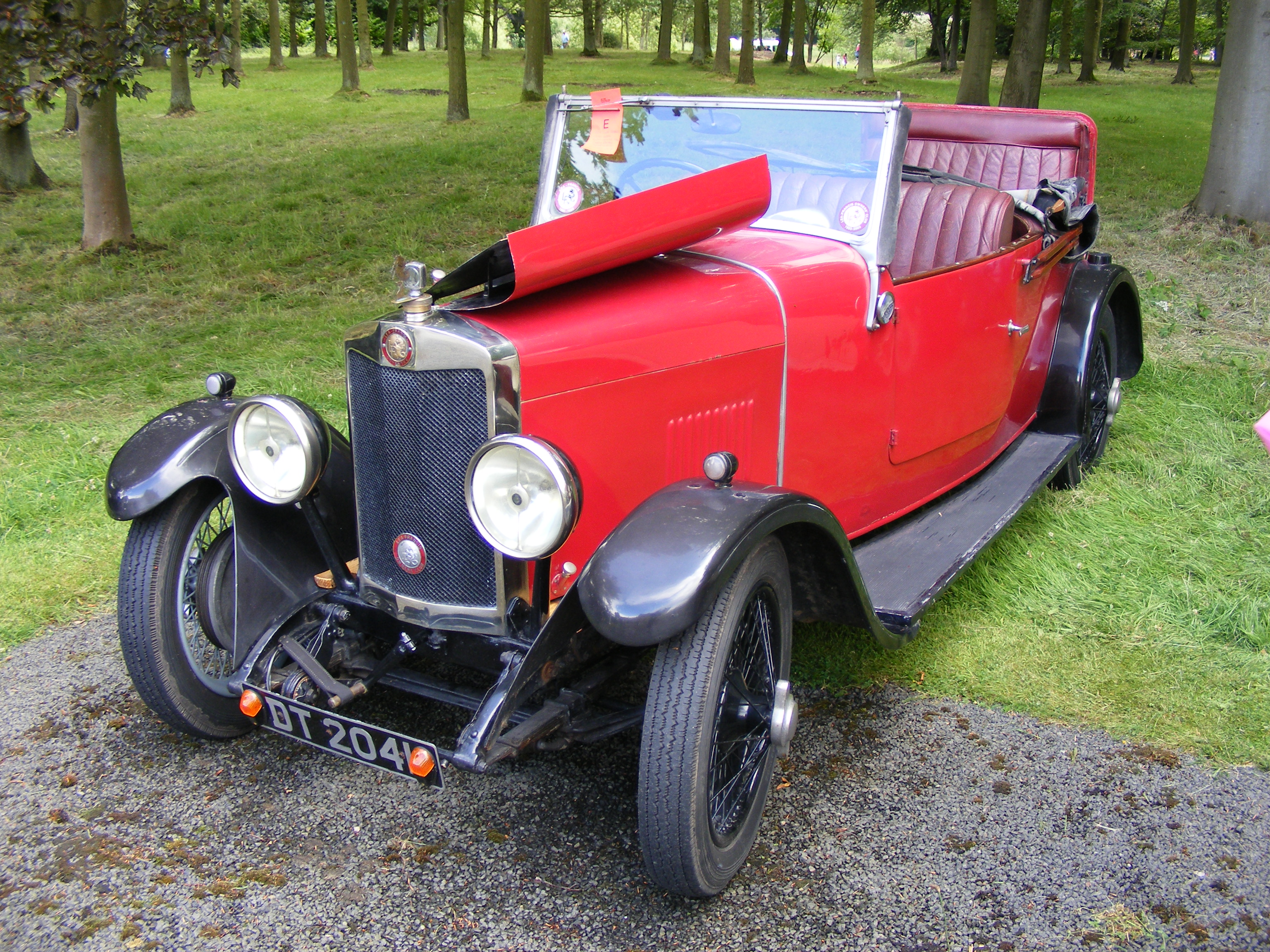
Lea Francis type O de 1929

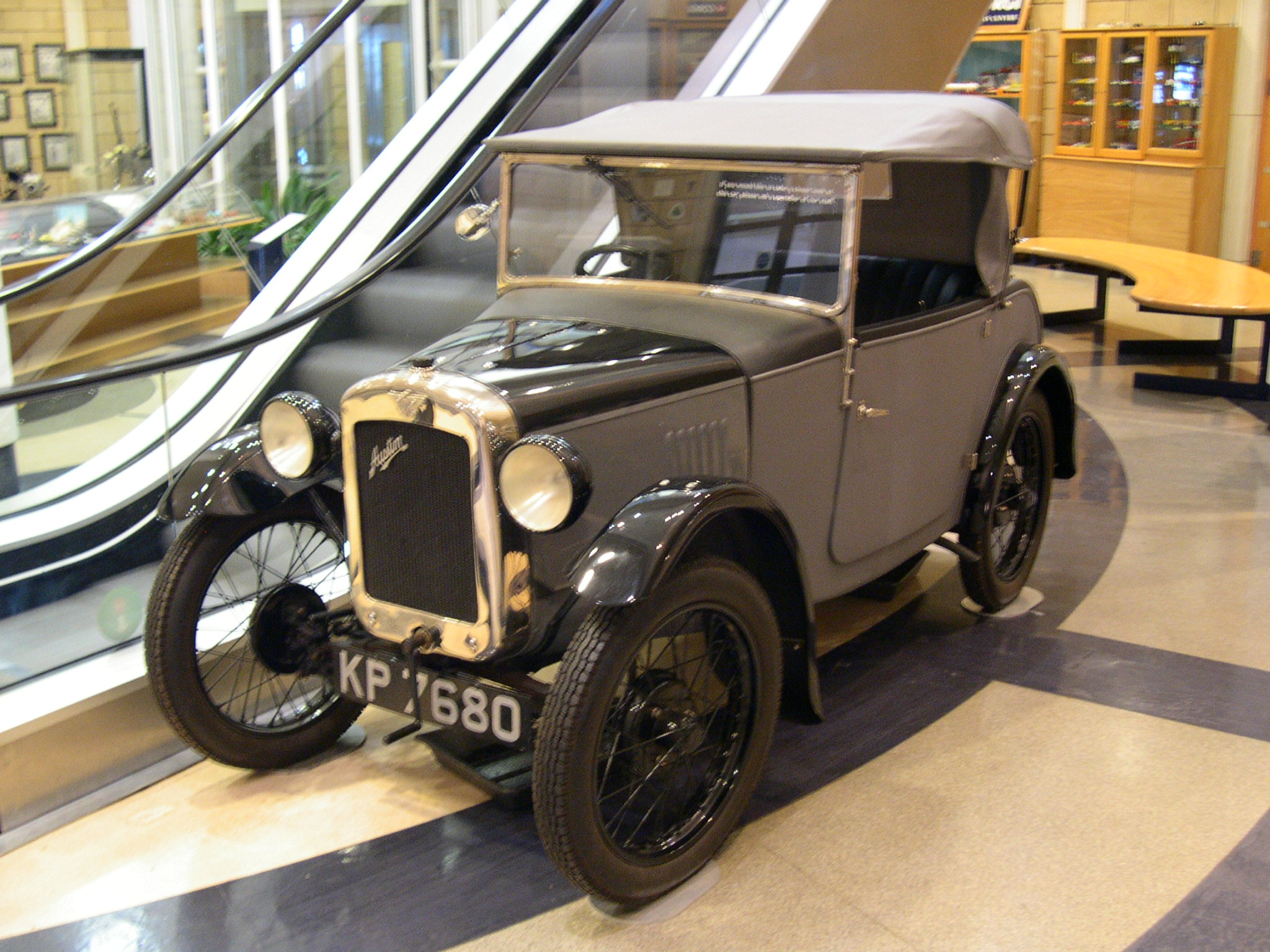
Austin Seven sportman's deux places de 1928

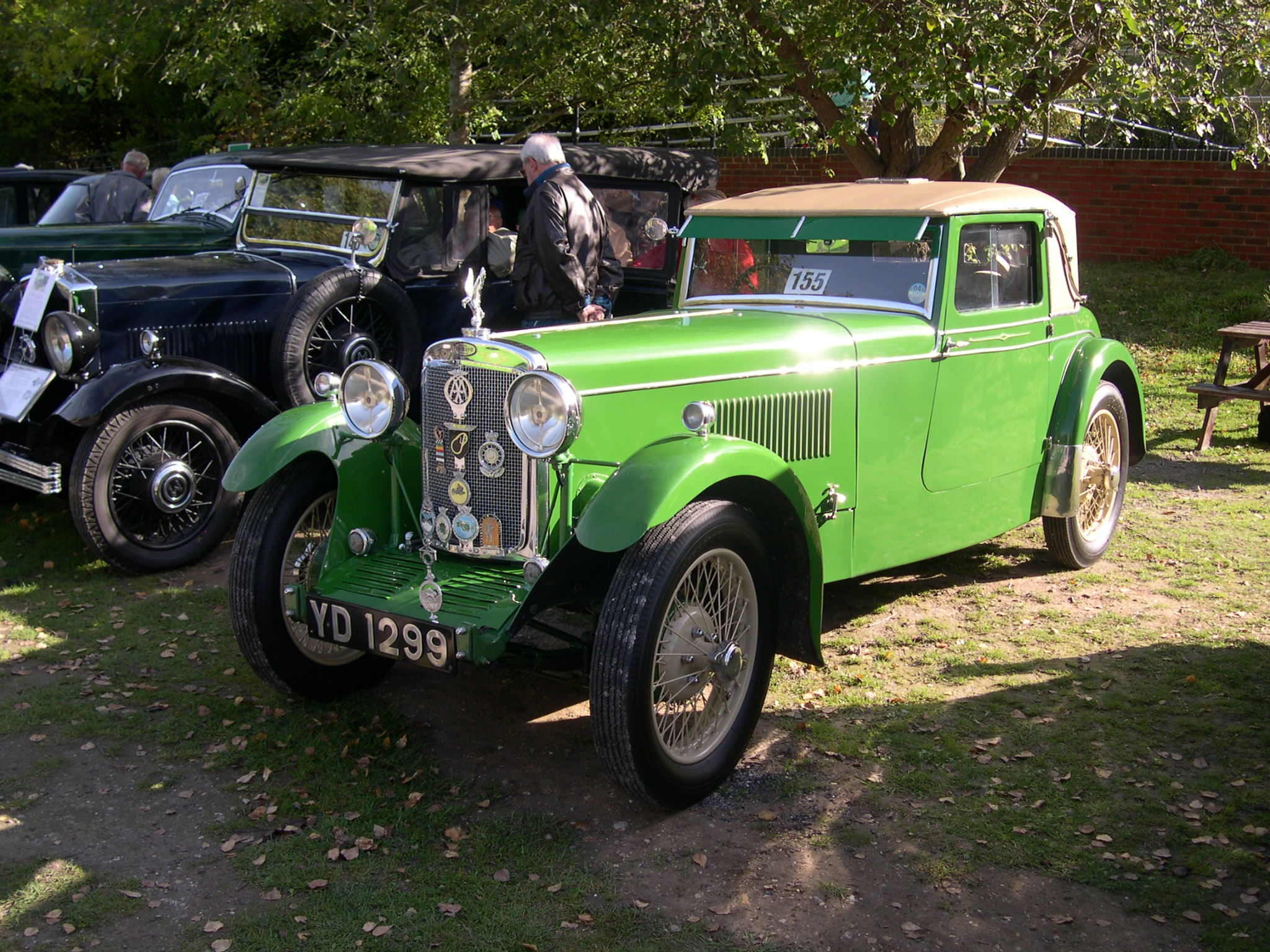
Coupe Standard Seize Swan coupé de 1930

Durant les premières années, leur principal client était Lea-Francis , mais ils carrossèrent également des voitures Hampton. Puis, en 1927, ils produisent une carrosserie ouverte à deux sièges pour l'Austin 7, suivie en 1928 par un coupé nommé Swan, et en 1929 apparaît un "sportman deux places". La Swan était le travail d'Alan Jensen, qui avait rejoint l'entreprise et créera avec son frère Jensen Frères qui deviendra ensuite Jensen Motors. Alan avait rejoint New Avon car sur les encouragements d'Alfred Herbert Wilde (1891-1930), ingénieur en chef de la Standard Motor Company, les frères avaient créé une nouvelle carrosserie sur un châssis Standard 9 qu'ils voulaient voir produire par New Avon. Ce travail est venu juste à temps, au moment où les travaux pour Lea-Francis furent arrêtés en 1931, lorsque cette société fut mise sous séquestre.

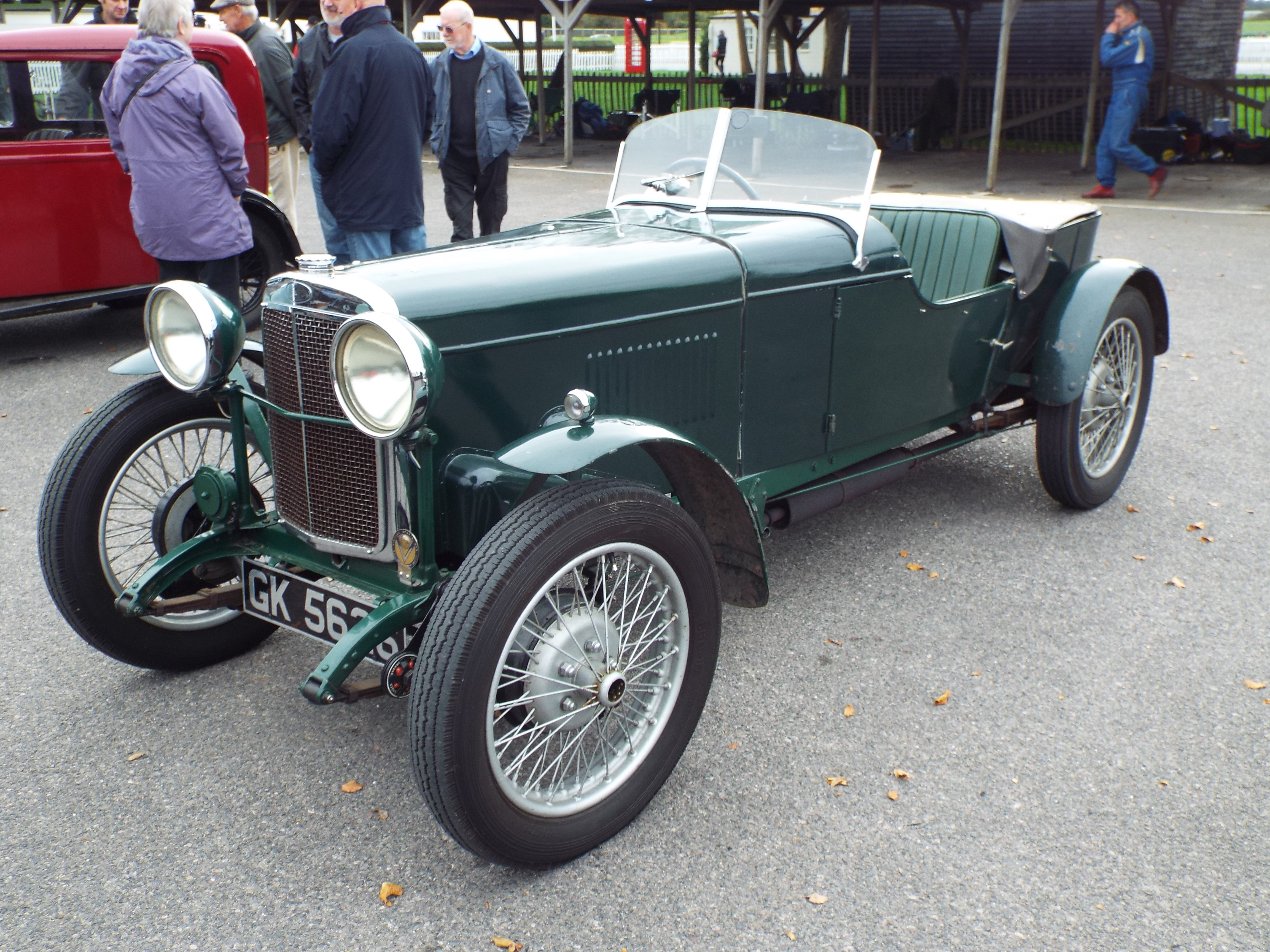
Standard Big Nine Special,
2 places de Sport de 1931

Durant les années 1930, les travaux sur des châssis Standard ont dominé, avec des coupés Swan et des berlines Wayfarer, mais en 1930 ils ont également exposé une carrosserie de coupé sur une Wolseley Hornet et ont pris leur propre stand au salon de Londres de 1931. Alan Jensen quitte la société en 1930. Il est remplacé par Charles F Beauvais, qui, entre autres projets précédents, avait commencé la société Bow-V-Car de voitures légères, qui produit plus de modèles pour Standard, ainsi que des travaux pour Austin, Lanchester et Crossley Motors qu'il rejoindra en 1933 en tant que concepteur en chef. Il est remplacé chez New Avon par Arthur Meredith qui avait travaillé comme contremaître à la carrosserie expérimentale. La production atteint un sommet en 1933-35 avec 30 à 40 voitures par semaine, par un effectif d'environ 80 personnes dans le bâtiment de trois étages de Wharf Street.

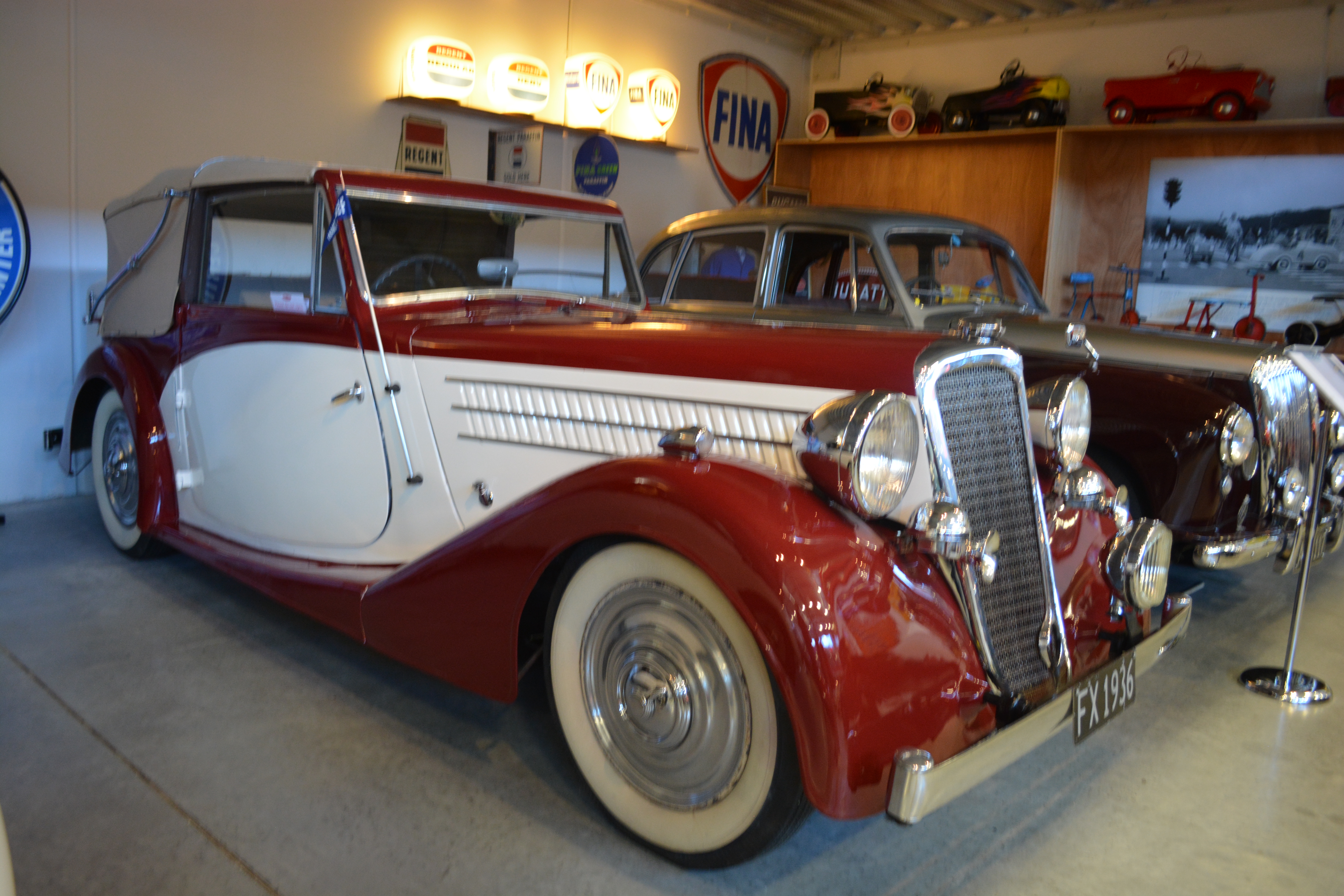
Standard Seize Wayfarer
coupé décapotable de 1936

En 1935, la société est achetée par John Maudslay, le fils du fondateur de Standard, Reginald Maudsley, et intègre le groupe Maudslay Motor.  Un showroom dans le quartier Londonien de Mayfair est ouvert et à la London Olympia, cinq  voitures sont exposées. Un déménagement se fait dans de nouveaux locaux à Ladbroke House à Millers road.
En 1937, il y eut un ralentissement de la bonne fortune, et New Avon a été incapable de payer sa facture à Standard qui forclos et contraint à la faillite. Une nouvelle société de négoce appelée Carrosseries Avon Ltd prend la relève de l'entreprise, déménageant dans de plus petits locaux à The Cape et réussit à adapter les carrosseries existantes sur des châssis de Triumph Dolomite. Lea-Francis étant revenu aux affaires, de vieux liens sont renoués avec Avon pour la fourniture de carrosseries destinées à la berline Waymaker 2 Litres.
Pendant la seconde Guerre Mondiale Avon est occupé à la reconstruction d'aéronefs et, une fois la paix revenue, tente de revenir à la carrosserie de voiture. Ce marché avait en grande partie disparu pour de bon, mais ils ont du travail de réparations et certaines conversions, comme des corbillards.
En 1973, Avon a été vendu à Graham Hudson qui gérait une grande entreprise de vente et réparations de voitures dans les Midlands. En 1978, Ladbroke Avon Ltd intégrant Avon Produits Spéciaux est formée. Certaines carrosseries pour Land Rover et les cabriolets Avon-Stevens XJC, conçus par Anthony Stevens, sont produits. En 1980, elles sont rejointes par la Jaguar XJ6 break conçue par Stevens, qui remporta la médaille d'or de la carrosserie au salon de l'Automobile de 1980. Pour essayer d'atteindre un marché plus vaste, une conversion de la Triumph Acclaim a été produite en 1981, suivie par une version turbo.
L'entreprise, sans les droits d'utilisation du nom Avon, fut finalement vendue en 1985.